# Тайсей-Мару
Тайсей-Мару (Taisei Maru) — транспортне судно, яке під час Другої світової війни брало участь в операціях японських збройних сил на Тихому океані.
Вантажне судно «Тайсей-Мару» належало до типу D (модифікований), який розробили в межах програми компенсації втрат військового періоду.
9―14 березня 1943-го судно у складі конвою «Вевак № 1» пройшло з Рабаула (головна передова база в архіпелазі Бісмарка, з якої провадились японські операції на Соломонових островах та сході Нової Гвінеї) до Веваку на північному узбережжі Нової Гвінеї, де японці облаштовували свою головну базу на цьому острові.
6―20 квітня 1943-го судно в конвої «Ганза № 2» провело круговий рейс до Нової Гвінеї з Палау (великий логістичний хаб на заході Каролінських островів) до затоки Ханза (на схід від Веваку).
19 вересня 1943-го судно вийшло з Палау у складі конвою «Вевак № 9». 24 вересня конвой рушив назад, проте «Тайсей-Мару» затрималось і 27 вересня перебувало в затоці Вікторія на західному узбережжі острова Каіріру (два десятки кілометрів на північний захід від Веваку), де було атаковане бомбардувальниками B-25. Внаслідок скидання бомб та обстрілу з бортового озброєння судно зазнало значних пошкоджень, загорілось та затонуло. Загинуло 25 (за іншими даними — 13) членів екіпажу та пасажирів.
Дайвери, що спускались до решток судна, виявили нестачу певних конструкцій. Припускають, що це стало результатом робіт з підйому затонулих кораблів на брухт, які провадились японськими компаніями у 1950-х роках. «Тайсей-Мару» лежить на глибині від 25 до 37 метрів.